# Cooler Master
Cooler Master Co., Ltd. és una empresa d'informàtica fundada el 1992 amb seu a Taiwan. Inicialment fou proveïdora de maquinari com a fabricant de solucions tèrmiques i ha evolucionat gradualment cap a un grup tecnològic que integra R+D, fabricació i venda al detall. Essent un innovador tecnològic en nombroses categories de productes. Alguns dels productes de Cooler Màster han guanyat premis, inclòs el premi de disseny de productes iF. El gener de 2023 anuncià l'alliberament com a codi obert de part del seu programari, oferint diagnòstics i el control de les temperatures del maquinari i el calibratge RGB.